# Дрежник Брезовички
Дрежник Брезовички је насеље у саставу града Загреба. Налази се у четврти Брезовица. До територијалне реорганизације у Хрватској налазио се у саставу ужег подручја Града Загреба.

## Становништво
На попису становништва 2011. године, Дрежник Брезовички је имао 656 становника.

## Попис1991.
На попису становништва 1991. године, насељено место Дрежник Брезовички је имало 352 становника, следећег националног састава:
| Попис 1991.‍  | Попис 1991.‍  | Попис 1991.‍ | Попис 1991.‍ | Попис 1991.‍ |
| ------------ | ------------ | ----------- | ----------- | ----------- |
|              |              |             |             |             |
| Хрвати       | Хрвати       |             | 319         | 90,62%      |
| Срби         | Срби         |             | 18          | 5,11%       |
| Муслимани    | Муслимани    |             | 5           | 1,42%       |
| Албанци      | Албанци      |             | 3           | 0,85%       |
| Југословени  | Југословени  |             | 2           | 0,56%       |
| неопредељени | неопредељени |             | 4           | 1,13%       |
| непознато    | непознато    |             | 1           | 0,28%       |
| укупно: 352  |              |             |             |             |